# HS Timber Group
HS Timber Group GmbH (før 2019 Holzindustrie Schweighofer) er en international østrigsk producent af tømmer, trævarer og bioenergi. Virksomheden har 2.700 ansatte med produktion i Tyskland, Finland, Rumænien, Argentina og hovedkvarter i Wien, Østrig. I 2021 var omsætningen på 1,171 mia. euro.
HS Timber ejes af Evergreen Privatstiftung, en privatejet østrigsk fond.